# Josep Giner i Marco
Josep Giner i Marco   (València, 1912 - València, 29 de novembre de 1996) també conegut com a Guillem Renat i Ferrís (cognoms dels seus avis), va ser un dels primers filòlegs rellevants del País Valencià.

## Biografia
Va nàixer a la ciutat de València el 1912, estudià a la Universitat de Barcelona amb Joan Coromines i Pompeu Fabra, amb els quals establí una relació personal i professional. Josep Giner, que es va fer soci de Palestra (associació nacionalista presidida per Fabra), feia llargues passejades discutint sobre temes filològics amb el seu professor Fabra. Coromines el considerava el més important filòleg valencià i quan Coromines engrescà Joseph Gulsoy per estudiar el Diccionari Valencià-Castellà de Joaquim Sanelo l'envià a casa de Josep Giner, el qual l'introduí en l'ambient filològic del País Valencià.
Acabada la Guerra civil espanyola, Giner s'exilià al sud de França i demanà l'ajut del seu mestre i amic Pompeu Fabra, el qual es posà en contacte amb Loís Alibèrt, però mentre aquest realitzava els tràmits per instal·lar-lo en un poblet occità, va ser detingut i repatriat contra la seua voluntat (Antoni Ferrando, 1998). L'experiència vital durant els anys de guerra el van marcar per sempre, ja que a partir d'aquest moment desenvolupà una mania persecutòria que li impedí dur a terme la seua tasca filològica normalment. És per aquest motiu que moltíssims treballs que va realitzar no consten amb el seu nom, ja que preferia donar la seua faena i que un altre la publicarà o com a molt publicava amb un pseudònim. De tota manera, es va caracteritzar pels seus extensos coneixements filològics i el seu caràcter conciliador (tant abans com en plena batalla de València), i sobretot destacà com a impulsor de la llengua i cultura dels valencians.
Com a deixeble de Fabra, va ser un defensor del fabrisme a València, estudiós dels trets gramaticals i lèxic peculiars valencians, col·laborador desinteressat de tots els filòlegs i escriptors valencians de la postguerra.

## Obra
La seua obra completa és coneguda gràcies a Antoni Ferrando i Santi Cortés, que l'arreplegaren en un llibre magníficament editat, Josep Giner i Marco, obra filològica (1931-1991), Denes, València, 1998. El llibre és introduït per un estudi ampli que caracteritza i situa molt bé la seua obra.
Podem dividir els treballs de Josep Giner en dos blocs:
- D'una banda, tenim les col·laboracions desinteressades amb molts filòlegs i escriptors valencians de postguerra, entre les quals destaquen les col·laboracions amb:
  - Joan Coromines, a qui va enviar milers i milers de fitxes sobre etimologia, onomàstica, informació dialectal i històrica del català i l'etimologia dels mots valencians, que Coromines utilitzà en els seus diccionaris etimològics,
  - Josep Gulsoy, a qui donà la benvinguda en la seua estada a València i l'introduí en els àmbits filològics,
  - Enric Valor, amb qui va organitzar els Cursos de Valencià de Lo Rat Penat, i
  - Francesc Ferrer Pastor. Els milers de fitxes sobre mots que li envià el van convertir en coautor del Diccionari de la rima i en ajudant de les obres lexicogràfiques de Ferrer Pastor.
  - Cal destacar també els milers de fitxes sobre etimologia, onomàstica i informació dialectal i històrica de l'espanyol que va enviar a la Real Academia Española.
- D'altra banda, tenim els treballs signats per Josep Giner, en què de vegades feia servir el pseudònim de Guillem Renart (cognoms dels avis), són: 
  - Categoria del valencià dins la Gramàtica històrica de les Llengües hispàniques (1947). En aquest estudi es proposa aportar solucions al problema de la subagrupació romànica del català i demostrar que el valencià no és, segons opina el comú de la gent, cap dialecte del castellà, sinó el mateix català "amb diferències escasses degudes als vulgarismes de la gent indocta".
  - Introducción a la toponimia valenciana (1948). Esbossa el mapa toponímic del País Valencià i n'encareix la investigació per tal de millorar els coneixements de la nostra llengua i cultura.
  - L'obra gramatical del pare Fullana (1949). Constitueix una mena de reivindicació del Pare Fullana, car aquest, com afirma Giner, tot basant-se en la correspondència que va mantenir-hi al llarg de setze anys (1932-1948), acabà decantant-se per la normalització de la llengua. "L'obra gramatical del pare Fullana —escriu Josep Giner en aquest sentit— és fonamentalment una obra constructiva, de contínua perfecció i millorament. És fer-li un greuge de jutjar-lo per les seues primeres obres, obligades per l'ambient. La seua obra més important és l'Ortografia tal com ell l'havia deixada, corregida i esmenada, a punt d'una nova impressió. Esta Ortografia nova estava escrita pensant en les tendències dels escriptors actuals, que ell seguia molt de prop, com demostra la seua correspondència". Cal tenir present que a conseqüència de la insistència de Giner, Fullana s'avingué a redactar la seua darrera gramàtica segons la normativa de les Normes de Castelló.

Amb aquestes obres, Giner reinaugura en la postguerra els treballs sobre filologia, tot acceptant d'entrada la catalanitat del valencià, però anomenant-lo amb la designació local, per raons d'avinença amb el medi geogràfic propi: "com a valencians —assenyala—, havem usat amb tota justícia i propietat el nom de valencià per designar la llengua espanyola del Llevant peninsular, però reconeixent que català, valencià o mallorquí són lingüísticament sinònims".
No cal dir que els textos de Guillem Renart, els primers amb aquesta temàtica, reprengueren la tasca d'analitzar les particularitats del nostre català, tot posant a l'abast dels lectors elements de judici suficients perquè comprengueren la vàlua i la importància de llur llengua, menystinguda pels espanyolistes i per altres sectors que els feien el joc tot emparant-se en un valencianisme barroer.

## Consideració del dialecte xurro
Potser un dels aspectes que més criden l'atenció en els treballs filològics de Josep Giner, en l'estudi del dialecte xurro, és el fet de considerar-lo com una varietat dialectal del valencià. Així, Giner considerava que el valencià es parlava en tot el territori valencià (excepte al Baix Segura, el marquesat de Villena, on es parla castellà-murcià) i es podia dividir en dos grups dialectals: el valencià oriental (el que hui en dia entenem com a zona de predomini lingüístic valencià del País Valencià) i el valencià occidental (el que actualment es considera zona de predomini lingüístic castellà del País Valencià).
Aquesta consideració es fonamentava en la proximitat entre ambdues varietats lingüístiques (d'una banda tenim el valencià, que pertany al català occidental, i de l'altra el dialecte xurro, que prové de l'aragonès) i d'influència lingüística de la ciutat de València (i la resta del país), que ha provocat una quantitat considerable de manlleus semàntics, sintàctics i morfològics en el dialecte xurro. A hores d'ara, però, aquesta teoria no és sostinguda pels filòlegs i lingüistes.